# Annals of Rome
Annals of Rome est un jeu vidéo de type wargame développé par Level 9 Computing et publié par Personal Software Services en 1986 au Royaume-Uni sur ZX Spectrum, Amstrad CPC et Atari ST. Le jeu est ensuite publié en Allemagne sur Commodore 64 en 1987 puis sur Amiga en 1988. Le jeu simule, à l’échelle de la grande stratégie, les conquêtes de Rome, puis les tentatives de l’Empire romain pour garder le contrôle des provinces ainsi capturées. Le jeu ne simule pas dans le détail chaque bataille et les décisions militaires se limitent à déplacer des armées d’un pays, ou d’une province, à un autre. Le joueur contrôle en revanche divers facteurs pouvant influer sur la stabilité politique et le développement de l’Empire, comme la nomination des légats ou des consuls, le niveau des taxes et l’utilisation de l’armée pour étouffer les révoltes. Le jeu se déroule au tour par tour sur une carte représentant l’Europe et l’Afrique du Nord sur laquelle sont représentées les différentes provinces de l’Empire romain.

## Accueil
| Annals of Rome |      |       |
| Média          | Pays | Notes |
| Crash          | GB   | 85 %  |
| Your Sinclair  | GB   | 40 %  |